# Michael Yani
Michael Yani (ur. 31 grudnia 1980 w Singapurze) – amerykański tenisista.

## Życie prywatne
Yani wychował się w singapurskiej rodzinie. Przeniósł się do Stanów Zjednoczonych w wieku lat 3. Zaczął grać w tenisa jako dwulatek. Jego rodzice, Nancy i Edward, są emerytami. Yani ma dwóch braci – Terry'ego i Andrew. Michael ukończył Duke University.

## Kariera tenisowa
Yani zaczął grać w wieku 2,5 lat. Jego ulubioną nawierzchnią jest podłoże twarde, lecz lubi także grać na trawie. Za swoje dwa najmocniejsze elementy w grze uważa serwis oraz forehand. Jego tenisowi idole to Andre Agassi oraz Pete Sampras.
Jako zawodowy tenisista występował w latach 2003–2013.
W grze pojedynczej wygrał 2 turnieje rangi ATP Challenger Tour.
Amerykanin dwukrotnie grał w drabinkach głównych imprez wielkoszlemowych. Pierwszy raz w 2009 roku, kiedy przeszedł kwalifikacje French Open. Tam w pierwszej rundzie turnieju głównego został pokonany przez Simona Greula. Kolejnym wielkoszlemowym występem w drabince turnieju głównego był Wimbledon 2010. W pierwszej rundzie Yani przegrał po prawie 5-godzinnym meczu z Lukášem Lackiem 4:6, 7:6(5), 7:6 (4), 6:7 (5), 10:12.

### Zwycięstwa w turniejach ATP Challenger Tour w grze pojedynczej
| Końcowy wynik | Nr | Data           | Turniej    | Nawierzchnia | Przeciwnik      | Wynik finału     |
| ------------- | -- | -------------- | ---------- | ------------ | --------------- | ---------------- |
| Zwycięzca     | 1. | 8 czerwca 2008 | Yuba City  | Twarda       | Sam Warburg     | 7:6(5), 2:6, 6:3 |
| Zwycięzca     | 2. | 22 lipca 2012  | Binghamton | Twarda       | Fritz Wolmarans | 6:4, 7:6(11)     |